# Історико-краєзнавчий музей Олекси Довбуша
Історико-краєзнавчий музей Олекси Довбуша — музей, присвячений історії селища Печеніжин, побуту гуцулів та діяльності опришків, філіал Івано-Франківського краєзнавчого музею. Заснований у 1971 році. З 2004 року розміщується у колишньому будинку побуту селища. 

## Опис
Експозиція розміщується у трьох кімнатах: у першій висвітлюється історія селища, у другій представлені побутові речі, якими користувалися у давнину, третя кімната присвячена Олексі Довбушу та опришківському руху на Прикарпатті.
Частину матеріалів музею передав дослідник опришківського руху, уродженець Печеніжина, доктор історичних наук професор Володимир Грабовецький.
У 2014 році перед музеєм було встановлено пам’ятник Олексі Довбушу.

## Див.також
- Музей Довбуша (Космач)
- Івано-Франківський історико-меморіальний музей Олекси Довбуша